# Tubifera ferruginosa
Tubifera ferruginosa е вид плесен от семейство Enteridiidae, клас лигави гъби (Myxogastria).

## Описание
Плодовете са цилиндрични, заоблени или леко сплескани отстрани. Те са с височина до 5 mm при диаметър от 0,2 до 0,4 mm. Повърхността е белезникава до бледокафява на цвят, но по-късно потъмнява от спорите.

## Разпространение
Този вид плесен се намира главно върху мъртва мека дървесина.